# Гехинская джума-мечеть
Гехинская джума-мечеть имени Ильяса Беноевского — расположена в селе Гехи Урус-Мартановского района Чеченской Республики. Мечеть рассчитанная на 5000 человек.

## История
По состоянию на 1874 год в селении Гехи насчитывалось 5 мечетей, основанная главная джума-мечеть и 4 квартальных. Спустя некоторое время в 1889 году в Гехи по данным царской статистики уже числилось 11 мечетей.
Старая бывшая соборная мечеть в селении Гехи была построена 1913 году и вмещала около 150 человек.
2 января 2015 года открылась новая мечеть в которой одновременно могут молиться до пяти тысяч верующих, мечеть имени Ильяса Беноевского (мюрид Кунта-Хаджи Кишиева) — предок Рамзана Кадырова, который царскими властями вместе с шейхом Кунта-Хаджи Кишиевым был отправлен в ссылку в 1864 году.

## Описание
Архитектура религиозного объекта сочетает в себе два стиля — классический османский и византийский. Гехинская центральная мечеть ориентирована в сторону главной святыни мусульман мечеть аль-Харам (заповедная мечеть). Общая площадь мечети — около 2000 квадратных метров, её вместимость — более 5 тысяч человек. В центре соборную мечеть венчает большой купол, высота которого достигает более 20 метров, а диаметр−15,5 метра.
На прилегающей территории главной мечети расположена летняя галерея и место для омовения мусульман перед молитвой. По сторонам света мечеть окружают четыре 47-метровых минарета, которые имеют по два балкона они украшены национальным чеченским орнаментом. Снаружи и внутри стены здания выложены травертином — особо прочным камнем. В интерьере широко применен белый мрамор с острова Мармара Адасы в Мраморном море. Прилегающая территория к мечеть имеет большую площадь, разбит парк с аллеями, устроены пешеходные дорожки с ухоженными газонами.
В основном зале сооружен мраморный резной минбар и молитвенная ниша в стене мечети — михраб, изготовленная из белого мрамора, направлена в сторону Мекки, указывая верующим направление во время молитвы. Центральный зал накрыт большим куполом.
Коллекция люстр, освещающих мечеть изнутри, является одним из главных украшений данного здания. Всего люстр — 126, включая 6-метровую люстру большого купола. Конструкция каждой вылита из бронзы, а детали — цельнолитые. Сверху на них нанесено напыление из золота высшей пробы. Основная люстра мечети весит тысяча двести килограмм и освещается 201 лампой.

## Галерея

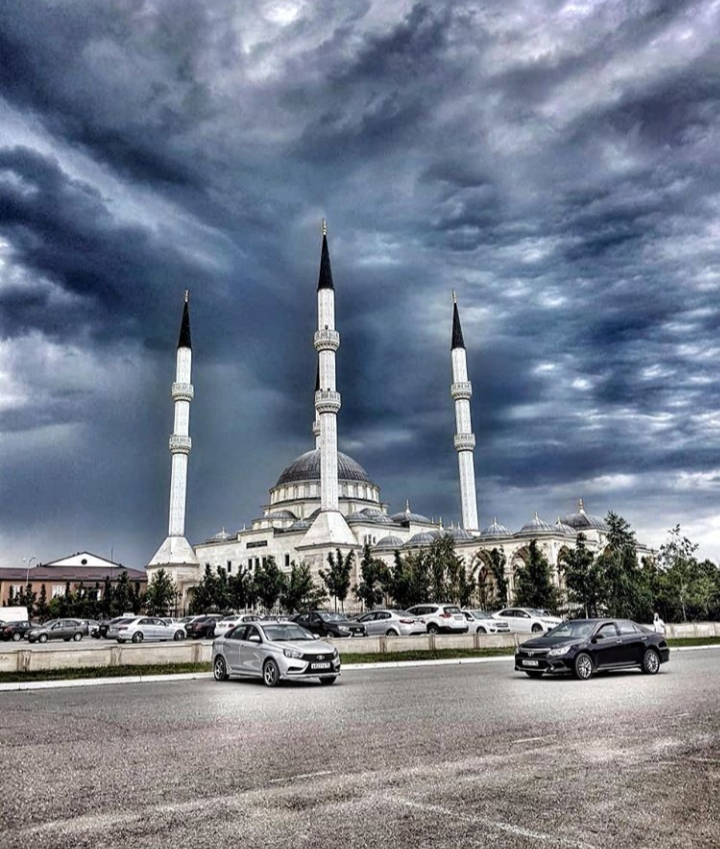
Главная мечеть в с. Гехи
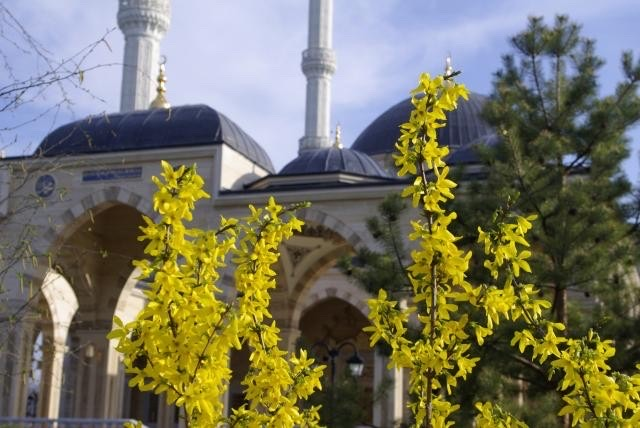
Мечеть в Гехи
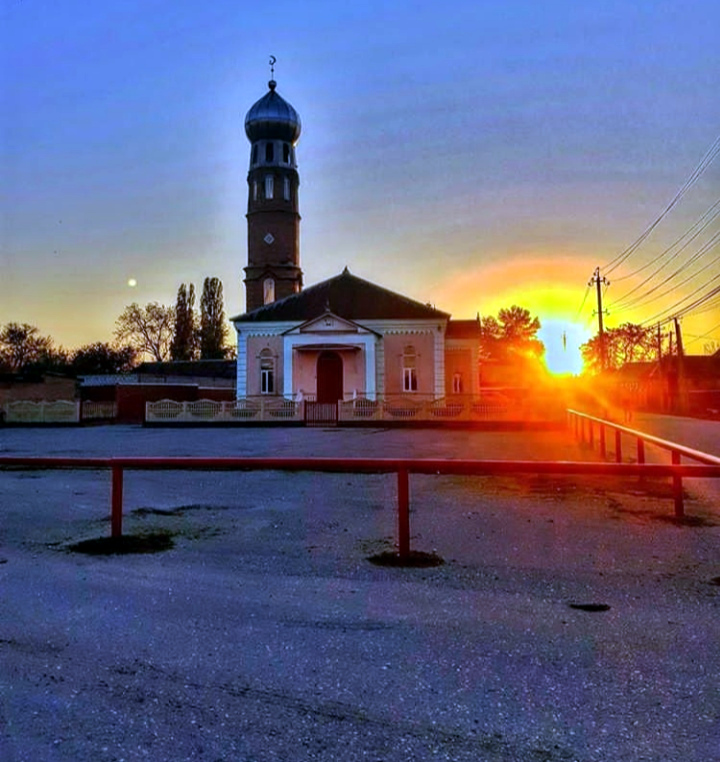
Старая мечеть в Гехи
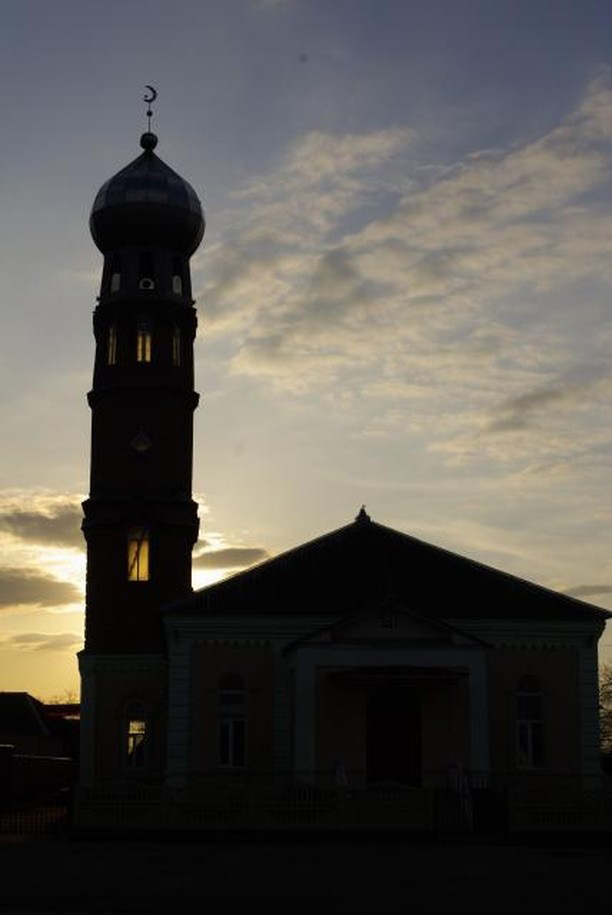
Старая мечеть в с. Гехи